# Каура (река)
Ка́ура (исп. Río Caura) — река в Венесуэле, правый приток Ориноко.
Длина реки 745 км, площадь бассейна 52 000 км². Берёт начало на юге Гвианского нагорья, в северном предгорье Серра-Пакарайма, на высоте около 1500 м. Течёт на север, впадает в Ориноко у города Эсперанса.
Начинается под названием Меревари на юго-западном склоне плоскогорья Месета-дель-Серра-Хауа. В верховьях Каура — горная река с быстрым течением и множеством порогов (Букаде, Аймаро, Юруани) и водопадов, при выходе на равнину Льянос-Ориноко течение спокойное с бурными паводками в период дождей.
Питается преимущественно от дождей. Для реки характерны значительные колебания расхода воды, его максимум приходится на лето. Среднегодовой расход воды — 2700 м³/с. Основные притоки — Мато (левый), Сейба (правый), Эребато (левый). Судоходна на 150 км от устья.